# Dylan O'Brien
Pour les articles homonymes, voir O'Brien.
Dylan O'Brien est un acteur américain, né le 26 août 1991 à New York.
Il est principalement connu pour son rôle de Stiles (Mieczyslaw) Stilinski dans la série télévisée Teen Wolf (2011-2017) et pour celui de Thomas dans la trilogie Le Labyrinthe (2014-2018).

## Biographie

### Jeunesse et formation
Né à New York en 1991, Dylan Rhodes O'Brien est le fils cadet de Lisa O'Brien (née Rhodes, le 19 février 1963), une ancienne actrice qui dirige une école de théâtre, et de Patrick O'Brien (né le 28 novembre 1963), un producteur et réalisateur de films. Il a une sœur aînée, Julia O'Brien (née le 17 avril 1990). Jusqu'à ses douze ans, il vit à Springfield Township dans le New Jersey, puis la famille s'installe à Hermosa Beach en Californie,,. Il a des origines espagnoles, italiennes, irlandaises et anglaises.
À l'âge de quatorze ans, Dylan commence à poster des vidéos sur son compte YouTube. Une productrice tombe sur celles-ci et le contacte afin qu'ils travaillent ensemble sur une web-série. Ainsi Dylan a réalisé, produit et joué dans de nombreuses web-séries (qui sont sur son compte YouTube).
En 2009, il sort diplômé du lycée Mira Costa High School (en). Dylan souhaite étudier le cinéma à l'université de Syracuse, à l'automne 2009, mais il décide finalement de s'installer à Los Angeles afin de poursuivre sa carrière d'acteur. En 2016, Dylan O'Brien a du interrompre son tournage (Labyrinthe) car il a été victime d'un accident. Lors d'une cascade prévue dans une scène du film le jeune homme est percuté par un véhicule de la scène,subit une commotion cérébrale, ainsi que de multiples fractures au visage. Il a été hospitalisé d'urgence et immobilisé pendant de nombreux mois.

### Carrière

#### Révélation télévisuelle:Teen Wolf

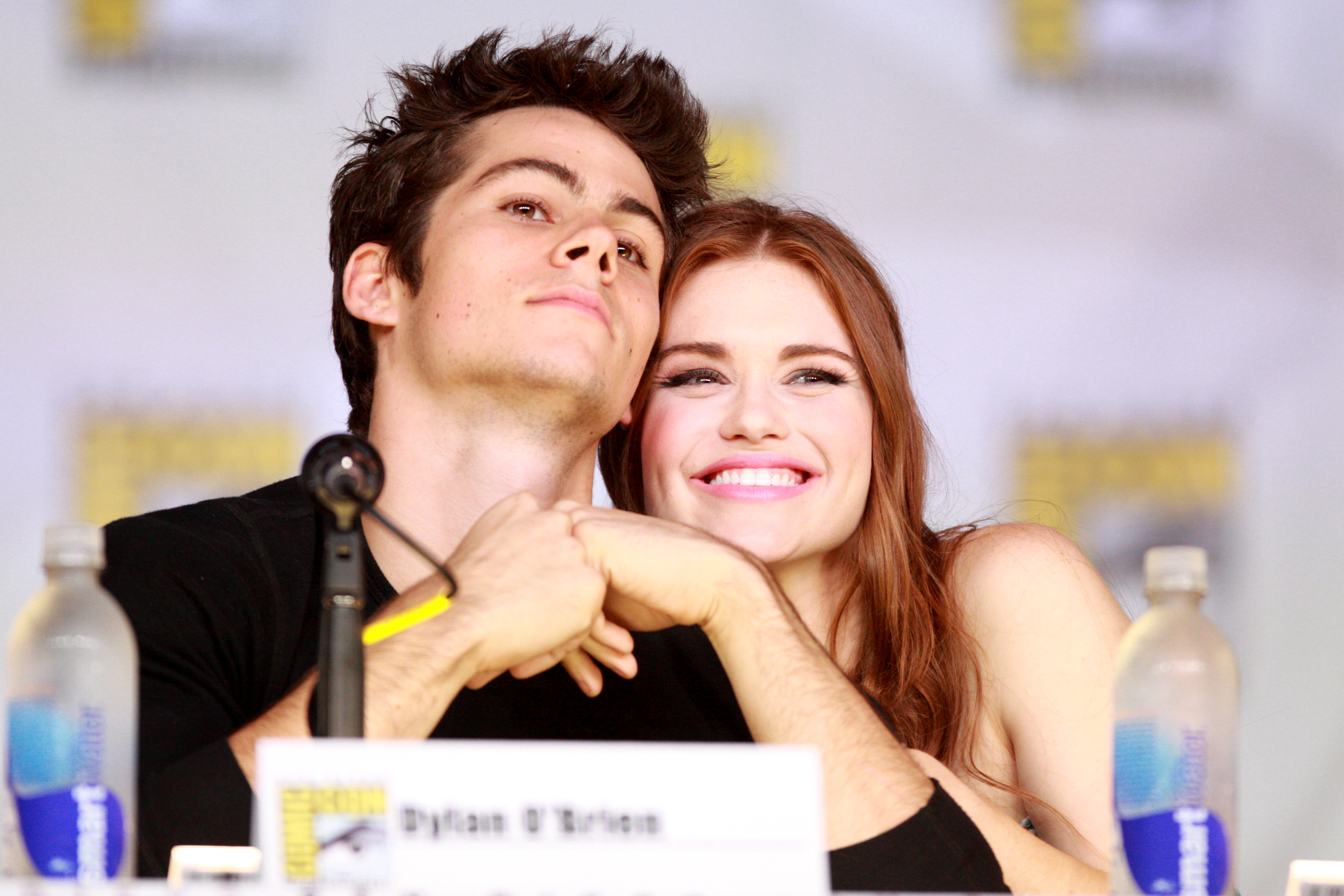
Dylan O'Brien et Holland Roden au San Diego Comic Con en 2013.

Entre-temps, Dylan O'Brien rencontre un acteur qui le met en contact avec un agent artistique. Il passe de nombreuses auditions sans succès (pour les films Valentine's Day et L'Aube rouge) avant d'auditionner pour la série Teen Wolf. Alors que son agent lui a conseillé d'auditionner pour le rôle de Scott McCall, Dylan préfère auditionner pour le rôle de Stiles. Au bout de quatre auditions, il a le rôle de Stiles Stilinski. La série est diffusée sur la chaîne MTV depuis juin 2011 et réalise de bonnes audiences pour la chaîne. La série est adaptée du film homonyme, sorti en 1985, avec Michael J. Fox.
Il est alors connu grâce à son rôle dans le personnage de Stiles Stilinski dans la série Teen Wolf, ainsi que pour ses performances dans le rôle du psychopathe Void-Stiles dans la Saison 3B, pour lequel il est récompensé lors des Teen Choices Awards en 2014 dans la catégorie "Meilleur méchant dans une série". Il est également récompensé dans la catégorie de "Meilleur acteur dans une série" lors des Teen Choices Awards 2016 puis ceux de 2017. C'est d'ailleurs dans cette série que Dylan a appris à conduire.
Du fait de son accident, le tournage de la saison 6 de Teen Wolf s'est fait sans lui. Il est finalement annoncé qu'il a du filmer ses scènes plus tard car ses blessures à la suite d'un accident de tournage sur le Labyrinthe, sont plus sérieuses que prévu. La sixième saison de Teen Wolf, la dernière saison de la série après 100 épisodes, a été diffusée de novembre 2016 à septembre 2017, et O'Brien apparaît dans cinq épisodes.

#### Premiers succès au cinéma
Toujours en 2011, Dylan O'Brien apparaît dans le film High Road dans l'un des rôles principaux.
En 2012, il est à l'affiche de la comédie romantique The First Time aux côtés de Brittany Robertson, dans les rôles principaux. The First Time reçoit un accueil plutôt mitigé de la part des critiques et sort dans un nombre de salles très limité aux États-Unis.
Le 7 juin 2013 sort le film Les Stagiaires dans lequel il incarne Stuart Twombly, l'un des rôles principaux, avec Vince Vaughn, Owen Wilson et Rose Byrne ; les critiques sont mitigées, et l'accueil de la part des spectateurs est assez froid, recueillant 44,6 millions de dollars de recettes aux États-Unis pour un budget de 58 millions. Le film fait mieux à l'étranger en récoltant un total de 93,4 millions de dollars.

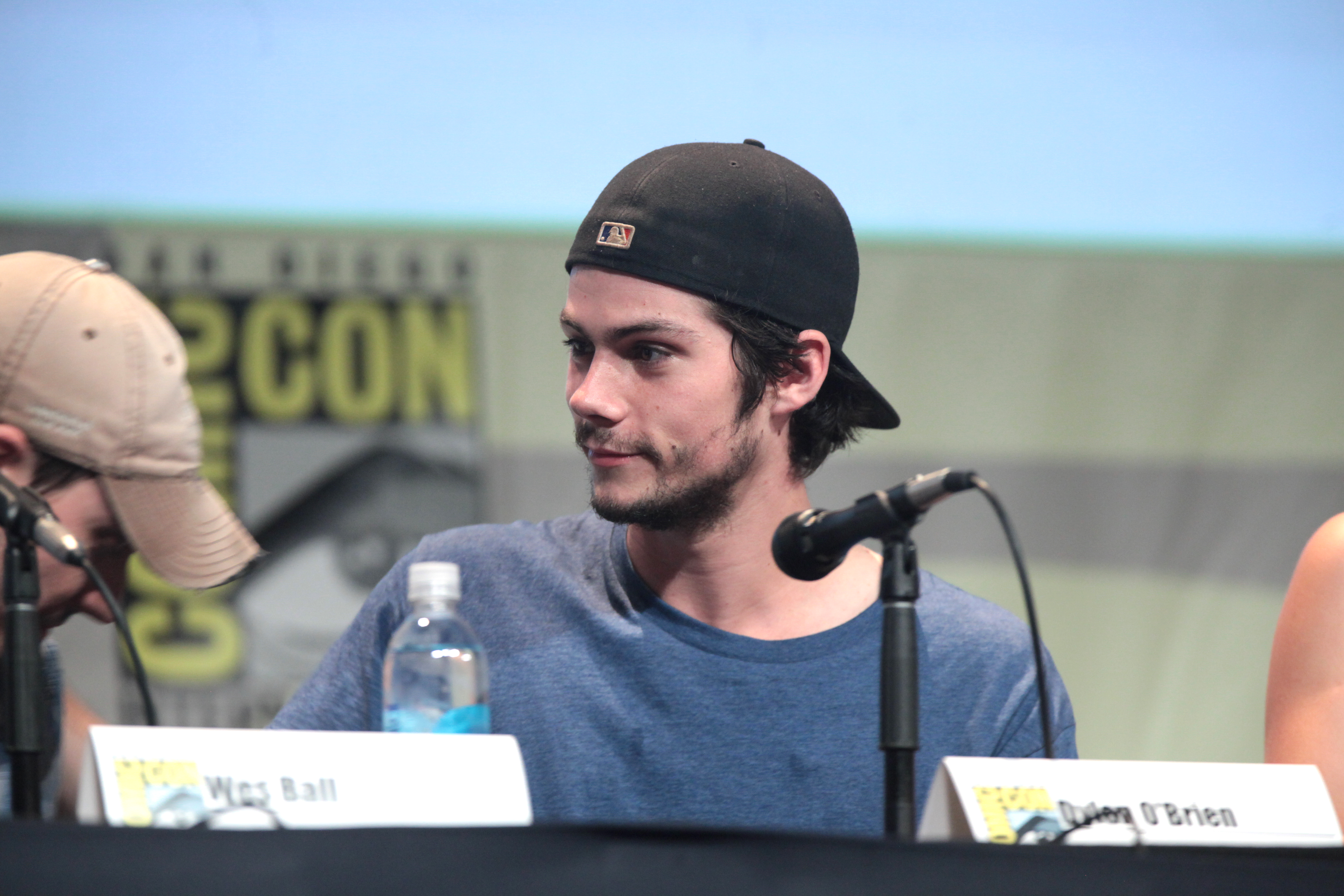
Dylan O'Brien au San Diego Comic Con en 2015.

En avril 2014, il obtient le rôle principal dans le thriller Le Labyrinthe (The Maze Runner), inspiré du roman éponyme de James Dashner, paru en 2012, et tourné de mai à juillet 2013, à Bâton-Rouge, en Louisiane, pour sortir au cinéma le 19 septembre 2014, aux États-Unis. C'est le premier gros succès de Dylan O'Brien au cinéma : lors de son week-end d'ouverture, le film attire un grand public et récolte plus de 32,5 millions de dollars de recettes (le budget du film était de 34 millions) et reçoit de bonnes critiques. Le deuxième volet, Le Labyrinthe : La Terre brûlée (Maze Runner: The Scorch Trials), sort le 18 septembre 2015 intitulé qui s'est tourné d'octobre 2014 à janvier 2015 et connaissant le même succès que le premier film, récoltant plus de 267 millions de dollars de recettes dans le monde durant sa première semaine.
En mars 2016, il est victime d'un accident, en tournant une scène du troisième volet de la saga, Le Labyrinthe : Le Remède mortel. Sérieusement blessé et victime de plusieurs fractures, il est transféré à l'hôpital sans que son pronostic vital ne soit engagé. Le tournage est donc repoussé de plusieurs mois afin qu'il puisse récupérer et la date de sortie est repoussée au 12 janvier 2018.
Le 30 septembre 2016 sort le film catastrophe Deepwater qui raconte l'histoire de l'explosion de la plate-forme pétrolière Deepwater Horizon, survenue le 20 avril 2010. Il y interprète Caleb Holloway, le plus jeune membre de l'équipage de la plateforme.
Il prête également sa voix à Bumblebee, le célèbre robot de l'univers de fiction Transformers, dans le film du même nom réalisé par Travis Knight, sortie en 2018.
En 2020, Dylan O'Brien incarne le rôle de Joel Dawson dans la comédie post-apocalyptique, Love and Monsters, aux côtés de Jessica Henwick et Michael Rooker.
Il tourne également deux films prévus pour 2021 : le thriller canadien The Education of Fredrick Fitzell réalisé par Christopher MacBride et également le film de science-fiction Infinite.
En 2021, il tourne à deux reprises aux côtés de son amie de longue date Zoey Deutch dans les films The Outfit et Not Okay. En novembre 2021, on le retrouve à la tête de l'affiche du court-métrage de Taylor Swift pour la célèbre chanson de cette dernière All Too Well. En 2022, il est crédité comme batteur sur le morceau Snow on the Beach de Taylor Swift et Lana Del Rey qui apparaît sur l'album Midnights.

### Autres activités
En dehors de sa carrière d'acteur, Dylan O'Brien est également le batteur du groupe de rock Slow Kids at Play, mais ne joue pas dans le nouvel EP, se concentrant sur son engagement au cinéma. Il joue du piano depuis qu'il a 4 ans.

### Vie privée
De 2011 à 2017, Dylan O'Brien partage la vie de l'actrice Britt Robertson. En 2018, il a une brève relation avec l'actrice Chloë Grace Moretz. En 2022, il fréquente la chanteuse Gracie Abrams, qui s'inspire de leur rupture pour écrire les chansons Cool et That's So True,. Cette même année, il fréquente brièvement l'actrice et chanteuse Sabrina Carpenter, qui s'inspire également de leur histoire pour écrire la chanson Opposite,. En janvier 2023, il officialise son couple avec la mannequin Rachael Lange.

## Filmographie

### Cinéma
- 2011 : Charlie Brown: Blockhead's Revenge (court métrage) : Charlie Brown
- 2011 : High Road (en) de Matt Walsh : Jimmy
- 2012 : The First Time de Jon Kasdan : Dave Hodgman
- 2013 : Les Stagiaires de Shawn Levy : Stuart Twombly
- 2014 : Le Labyrinthe de Wes Ball : Thomas
- 2015 : Le Labyrinthe : La Terre brûlée de Wes Ball : Thomas
- 2016 : Deepwater de Peter Berg : Caleb Holloway
- 2017 : American Assassin de Michael Cuesta : Mitch Rapp
- 2018 : Le Labyrinthe : Le Remède mortel de Wes Ball : Thomas
- 2018 : Bumblebee de Travis Knight : Bumblebee (voix uniquement)
- 2020 : Love and Monsters de Michael Matthews : Joel Dawson
- 2021 : The Education of Fredrick Fitzell de Christopher MacBride : Fred
- 2021 : Infinite d'Antoine Fuqua : Heinrich Treadway
- 2022 : The Outfit de Graham Moore : Richie
- 2022 : Not Okay de Quinn Shephard : Colin
- 2023 : Maximum truth de David Strassen : Simon
- 2024 : Ponyboi de River Gallo : Vinny
- 2024 : Caddo Lake de Celine Held et Logan George : Paris
- 2024 : Saturday Night de Jason Reitman : Dan Aykroyd
- 2024 : Anniversary de Jan Komasa : Josh
- 2025 : Twinless de James Sweeney (en) : Rocky / Roman
- 2026 : Send Help de Sam Raimi

### Séries télévisées
- 2011-2017 : Teen Wolf : Mieczyslaw « Stiles » Stilinski (85 épisodes)
- 2013 : First Dates with Toby Harris : Peter (saison 2, épisode 18)
- 2013 : New Girl : Teddy (saison 2, épisode 23)
- 2019 : Weird City (en) : Stu (épisode 1)
- 2020 : Histoires fantastiques : Sam Taylor (épisode 1)

### Clips vidéos
- 2021 : All Too Well: The Short Film avec Sadie Sink, de Taylor Swift[28]

## Distinctions
| Année | Cérémonie                            | Catégorie                                                                        | Travail récompensé              | Résultat   | Réf.   |
| ----- | ------------------------------------ | -------------------------------------------------------------------------------- | ------------------------------- | ---------- | ------ |
| 2013  | Young Hollywood Awards               | Meilleur casting Avec Tyler Posey, Crystal Reed, Holland Roden et Tyler Hoechlin | Teen Wolf                       | Lauréat    | [ 29 ] |
| 2014  | Teen Choice Awards                   | Meilleur méchant dans une série                                                  | Teen Wolf                       | Lauréat    | [ 30 ] |
| 2014  | Giffoni Film Festival                | Experience Award                                                                 |                                 | Honoré     | [ 31 ] |
| 2014  | Young Hollywood Awards               | Meilleure révélation                                                             | Lauréat                         | ,          |        |
| 2014  | NewNowNext Awards                    | Best New Film Actor                                                              | Le Labyrinthe                   | Nomination | [ 34 ] |
| 2015  | MTV Movie Awards                     | Meilleure performance la plus effrayante                                         | Le Labyrinthe                   | Nomination | [ 35 ] |
| 2015  | MTV Movie Awards                     | Révélation de l'année                                                            | Le Labyrinthe                   | Lauréat    | [ 35 ] |
| 2015  | MTV Movie Awards                     | Meilleur combat Avec Will Poulter                                                | Le Labyrinthe                   | Lauréat    | [ 35 ] |
| 2015  | MTV Movie Awards                     | Meilleur héros                                                                   | Le Labyrinthe                   | Lauréat    | [ 35 ] |
| 2016  | 18e cérémonie des Teen Choice Awards | Meilleur Alchimie Avec Thomas Brodie-Sangster                                    | Le Labyrinthe : La Terre brûlée | Lauréat    |        |
| 2016  | 18e cérémonie des Teen Choice Awards | Meilleur acteur dans un film d'action                                            | Le Labyrinthe : La Terre brûlée | Lauréat    |        |
| 2016  | 18e cérémonie des Teen Choice Awards | Film AnTEENcipated                                                               | Deepwater                       | Lauréat    |        |
| 2016  | 18e cérémonie des Teen Choice Awards | Meilleur acteur de séries télévisées de l'été                                    | Teen Wolf                       | Lauréat    |        |
| 2017  | 19e cérémonie des Teen Choice Awards | Meilleure alchimie dans une série avec Holland Roden                             | Teen Wolf                       | Nomination |        |
| 2017  | 19e cérémonie des Teen Choice Awards | Meilleur acteur dans une série de science-fiction ou fantastique                 | Teen Wolf                       | Lauréat    |        |

## Voix francophones
En France, Adrien Larmande est la voix française la plus régulière de Dylan O'Brien.
En France
| - Adrien Larmande dans : - Les Stagiaires - Le Labyrinthe - Le Labyrinthe : La Terre brûlée - American Assassin - Le Labyrinthe : Le Remède mortel - Infinite - Caddo Lake Et aussi - Maxime Van Santfoort dans The First Time - Hervé Grull dans Teen Wolf (série télévisée) - Benjamin Bollen dans New Girl (série télévisée) - Jean-Christophe Dollé dans Deepwater - Julien Allouf dans Bumblebee (voix) - Jim Redler dans Histoires fantastiques (série télévisée) - Fabrice Trojani dans Love and Monsters - Guillaume Desmarchelier dans Larry et son nombril (série télévisée) | Au Québec - Xavier Dolan dans : - L'Épreuve : Le Labyrinthe - L'Épreuve : La Terre brûlée - Crise à Deepwater Horizon - Assassin Américain - The Education of Fredrick Fitzell - Le Tailleur et aussi - Kevin Houle dans Le Stage - Louis-Philippe Berthiaume dans Bumblebee (voix) |